# U.S. Route 209
La U.S. Route 209 (US 209) est une US Route auxiliaire de la US 9 parcourant 211,74 miles (340,76 km) en Pennsylvanie et dans l'État de New York. La US 209 ne rencontre jamais la US 9. Il faut plutôt poursuivre cinq miles (8 km) sur la NY-199 pour atteindre sa route-mère.
Le terminus sud de la route est à la jonction avec la PA 147 à Millersburg, Pennsylvanie et son terminus nord est à la jonction avec la US 9W à Ulster, New York.

## Description du tracé
|       | mi     | km     |
| ----- | ------ | ------ |
| PA    | 150,60 | 242,37 |
| NY    | 61,14  | 98,40  |
| Total | 211,74 | 340,76 |

### Pennsylvanie
La US 209 débute à Millersburg à la jonction avec la PA 147. Elle se dirige vers le nord-est et passe par Elizabethville, Pottsville, Lansford, Leighton, Broadheadsville et Stroudsburg. À partir de Stroudsburg, elle longe le fleuve Delaware, marquant la frontière avec le New Jersey. Elle atteint ensuite Milford et Matamoras, où se trouve la frontière avec l'État de New York.

### New York
La US 209 entre dans l'État de New York à Port Jervis après avoir franchi le fleuve. Elle se rend ensuite à Huguenot, Wurtsboro, Ellenville, Kerhonkson, Hurley et prend fin à Ulster, à la jonction de la US 9W. Son trajet se poursuit comme NY-199.

## Intersections majeures
Pennsylvanie
 PA 147 à Millersburg
 I-81 près de Tremont
 I-476 à Weissport
 I-80 à Stroudsburg. Les routes forment un multiplex dans la ville.
 US 6 à Milford. Les routes forment un multiplex jusqu'à Port Jervis, NY.
 US 206 près de Milford
 I-84 à Matamoras
New York
 Future I-86 à Wurtsboro
 US 44 à Kerhonkson
 US 9W / NY 199 à Ulster